# Franco Folli (medico)
Franco Folli (Poppi, 31 maggio 1624 – Sansepolcro, 25 gennaio 1685) è stato un medico italiano.

## Biografia
Nato a Poppi in Casentino (Arezzo), si addottorò a Pisa in filosofia e medicina nel 1648. Iniziò l'esercizio della professione medica nel paese natale e, in seguito, a Bibbiena. Nel 1664 inventò lo "strumento da conoscere i gradi dell'umido e del secco dell'aria" che chiamò "mostra umidaria". Nel 1665, stabilitosi a Firenze, presentò lo strumento al granduca Ferdinando II de' Medici (1610-1670) che - come scrisse lo stesso Folli - "mostrò gradirlo, e ne fece fare alcuni, che subito mandò a vari Principi d'Europa". Particolarmente brillanti furono le sue ricerche sul problema della trasfusione sanguigna, di cui viene considerato uno dei primi sperimentatori. Nel 1680 pubblicò a Firenze la Stadera Medica nella quale, oltre la medicina infusoria e altre novità, si bilanciano le ragioni favorevoli e contrarie alla trasfusione del sangue.